# Трансэпителиальная фоторефракционная кератэктомия

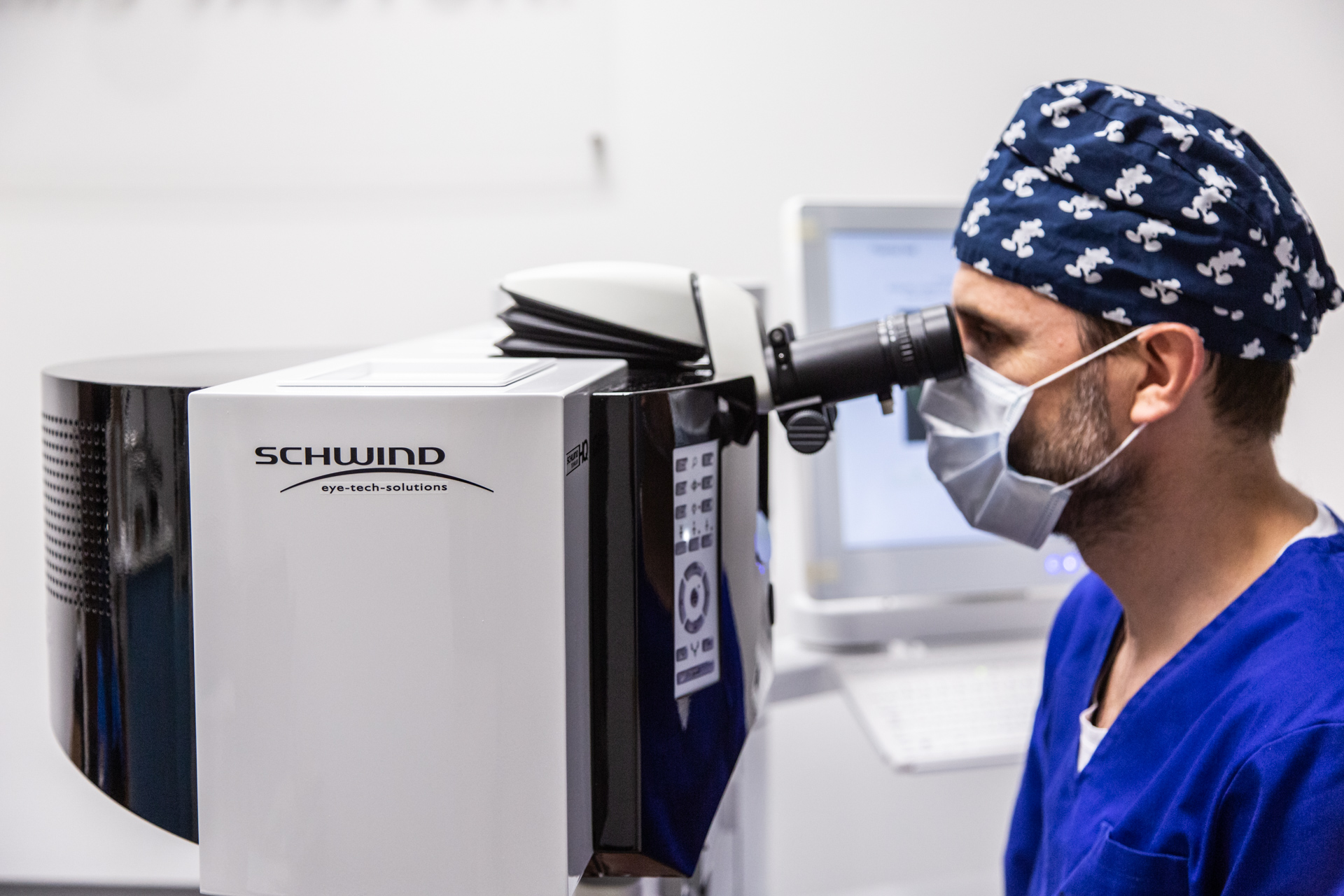
ТрансФРК на лазере Schwind Amaris

Трансэпителиальная фоторефракционная кератэктомия (англ. Transepithelial photorefractive keratectomy; сокращенно — трансФРК; англ. TransPRK, англ. T-PRK) — методика эксимерлазерной коррекции зрения, при которой для доступа лазера к строме роговицы, подлежащей воздействию лазера в целях коррекции аметропии, для удаления эпителия не используются ни механические инструменты и приспособления, ни химические средства (как, например, при LASIK или обычной ФРК), а бесконтактно, под воздействием того же эксимерного лазера, которым проводится изменение кривизны роговицы, эпителий роговицы в зоне операции удаляется (холодная лазерная абляция).
В первые годы применения эксимерлазерной коррекции зрения использовались либо полноапертурный лазер (с широким гауссовским лучом), либо лазер со сканирующей щелью — в обоих случаях трансФРК была двухэтапной процедурой. Лазеры со сканирующим «летающим пятном» сделали возможным одномоментное (одноэтапное) проведение трансФРК, которое позволяет избежать осложнений и неточностей, наблюдавшихся при более раннем подходе проведения трансФРК. Одномоментная концепция трансФРК на современных лазерных системах позволяет избежать осложнений, связанные с перегревом роговицы, учесть разницу в коэффициенте абляции эпителия и стромы, а также компенсировать потери энергии на периферии роговицы, обусловленные её кривизной. Разница между двухэтапной и одномоментной концепцией трансФРК также состоит в очередности наложения профилей абляции: в старых системах сначала шла деэпитализация по программе ФТК, а затем, по стандартной программе ФРК, после её загрузки проводилась рефракционная часть абляции; одноэтапная концепция предполагает сначала наложение рефракционного профиля, а затем эпителиального в рамках единой программы абляции.

## Различные названия трансэпителиальной фоторефракционной кератэктомии
Название трансэпителиальная фоторефракционная кератэктомия нередко сокращается до трансФРК или ТЛК (трансэпителиальная лазерная коррекция зрения). Также процедура известна как «бесконтактная лазерная коррекция зрения». В англоязычной литературе широко распространены названия Trans-PRK, T-PRK (Transepithelial Photorefractive Keratectomy) , CTEN (Customised Trans-Epithelial No-touch), StreamLight (Alcon) и SmartSurf (SCHWIND Eye-Tech-Solutions).  

## Особенности трансэпителиальной ФРК общие с ФРК, по сравнению с другими видами эксимерлазерной коррекции зрения
- Абсолютная безболезненность во время проведения операции[7];
- Возможность выполнения не зависит от анатомии орбиты глаза[8];
- Механические свойства глаза и роговицы практически не меняются[9][10] (трансФРК и ФРК рекомендованы пациентам, работа которых сопряжена с высокой вероятностью получения травм — методика не добавляет дополнительных рисков даже при экстремальных ситуациях), эпителиальный слой восстанавливается прогнозируемо[11][12];
- Практически отсутствует риск кератэктазии[13];
- Отсутствует риск серьёзных осложнений, в том числе отсутствует риск хейза[14];
- Подходит пациентам с тонкой роговицей[9];
- Подходит пациентам при очень высокой степени миопии (близорукости): от −1 до −10 дптр или больше (определяется по толщине роговицы)[15];
- Подходит пациентам при гиперметропии от +1 до +6 дптр[16];
- Подходит пациентам при астигматизме до 5—6 дптр[17];
- Прогнозируемость (точность) метода в пределах ±0,25 дптр[18];

### Преимущества трансэпителиальной ФРК по сравнению с ФРК
- Для удаления эпителия не нужен ни раствор спирта, ни потребность в хирургическом инструментарии — настоящая бесконтактная технология;
- Соответствие зоны абляции и зоны эрозии (отличает трансФРК от всех видов эксимерлазерной коррекции зрения, характерно только для одномоментной трансФРК[1]);
- Уменьшение травматизации роговицы[19];
- Пациент испытывает меньший дискомфорт во время и после процедуры[20];
- ТрансФРК (одноэтапная) проходит быстрее, чем ФРК[20];
- Ускорение заживления[21] (после заживления острота зрения 4-5 строчек) и полного послеоперационного восстановления до 2-3 недель[22].

### Недостатки трансэпителиальной ФРК
- Дискомфорт после операции может длиться до двух дней. Он снижается за счет ношения лечебных контактных линз;
- Другие недостатки, характерные для двухэтапной трансФРК, такие как необходимость наличия большого опыта хирурга для определения момента завершения абляции эпителия и перехода на рефракционную часть абляции, названные выше осложнения, связанные с перегревом роговицы, низкая прогнозируемость из-за отсутствия учёта разницы в коэффициенте абляции эпителия и стромы и потери энергии, обусловленной радиусом кривизны роговицы, а также риск пересыхания поверхности роговицы во время перехода между этапами коррекции, в одномоментной концепции трансФРК преодолены[23][24].

## История и развитие трансэпителиальной фоторефракционной кератэктомии
Методика трансФРК является развитием стандартной ФРК применения эксимерного лазера на роговице (сначала обезьян и кроликов, а потом и человека). Российские специалисты заявляют о приоритете в данном вопросе, однако научных публикаций в авторитетных источниках, подтверждающих названное первенство на международном уровне, не представлено.

### Двух- и одноэтапный подходы трансФРК
Существуют двух- и одноэтапный подходы к проведению трансэпителиальной фоторефракционной кератэктомии. Отличия между подходами связаны с необходимостью решения двух задач: удалением эпителия в рефракционной зоне роговицы и изменением рефракции роговицы. Эти задачи решаются в разных установках, разным программным обеспечением и разными врачами по-разному. Исторически первым был двухэтапный подход, затем из-за ряда недостатков его сменил одноэтапный.

#### Двухэтапный подход трансФРК
Метод впервые был описан в 1998 году, сначала в лабораторных испытаниях на кроликах, а затем и на людях удалось показать менее выраженный апоптоз кератоцитов при использовании трансФРК. Технически операция могла выполняться лазером со сканирующей щелью или полноапертурным лазером. В обоих случая двухэтапный подход трансФРК состоял из:
- первый этап — фототерапевтическая каратэктомия (ФТК);
- второй этап — фоторефракционная каратэктомия (ФРК).

Двухэтапный подход предполагал последовательное наложение профилей абляции: во время первого этапа проводилась деэпитализация участка роговицы, а во время второго — рефракционная часть операции. Ответственность за момент прекращения первого этапа и запуск второго ложилась на офтальмохирурга, который должен был визуально отследить прохождение эпителия по изменению флюоресценции, выключить одно программное обеспечение и запустить другое. Это порождало ряд неизбежных недостатков подхода и погрешностей в результатах.

##### Недостатки двухэтапной трансФРК
1. Сложности при загрузке и настройке двух видов программного обеспечения в течение одной операции и большая продолжительность операции за счет проведения двух этапов и траты времени на перенастройку,
2. Лично хирург должен был визуально отследить момент, когда полностью удалялся весь эпителий и начиналась строма,
3. Не учитывалась разница в толщине эпителия в центре и на периферии роговицы,
4. Потеря энергии от центра зоны операции к периферии не может быть учтена при использовании полноаппертурного лазера, следовательно, уменьшается оптическая зона[35].

#### Одноэтапный подход трансФРК
Попытка решения названных недостатков была предложена в одномоментной концепции трансФРК с обратной очередностью наложения профилей абляции. Одномоментность достигается благодаря программному обеспечению, которое позволяет одновременно отслеживать движения глаза в пяти степенях свободы, контролировать температуру поверхности роговицы и не давать ей перегреться (система Intelligent Thermal Effect Control), автоматически регулировать интенсивность потока энергии (Automatic Fluence Level Adjustment), учитывать изменение толщины эпителиального слоя в разных частях роговицы (система безопасности онлайн-пахиметрии).
Последний пункт стоит выделить особо, так как толщина эпителия роговицы в её оптическом центре у 70 % людей составляет 55 мкм, а на периферии (в 8 мм от центра роговицы) — 65 мкм. Эти параметры должны учитываться при проведении трансэпителиальной фоторефракционной кератэктомии, и раньше за этот учёт отвечал опыт врача, производящего лазерную коррекцию. То есть он должен был «на глаз» отфиксировать прохождение эпителиального слоя (характер свечения стромальной ткани в лучах подсветки при лазерном воздействии отличается от свечения эпителия и боуменовой мембраны), и то, только в месте его наименьшей толщины — в остальных местах эпителий оставался, соответственно, на роговицу при старом подходе трансФРК попадал не весь рефракционый профиль.
Изменение очередности наложения профилей абляции (сначала рефракционный профиль, а затем эпителиальный) обеспечивает обязательное полное попадание рефракционной части на роговицу.
Данные изменения стали возможны только после изобретения технологии «плавающего» или «сканирующего пятна», при которой на разные точки роговицы попеременно (в соответствие с программой) воздействует узкий луч эксимерного лазера.
Современные системы, такие как Schwind CAM в установках типа Schwind Amaris 500E, точечно сканируют поверхность роговицы, осуществляют максимальное число замеров индивидуальных параметров роговицы, а не только общие показатели, учитывают разницу в коэффициенте абляции между эпителием и роговицей и потери энергии луча, обусловленные изменением кривизны роговицы от центра к периферии (радиусом кривизны роговицы). Современные системы предполагают соответствующую компенсацию энергии.
После полноценной диагностики и программного анализа система, управляемая офтальмохирургом-рефракционистом, в один этап производит точную (разрешающая способность — 0,25 мкм) коррекцию рефракции (длится несколько секунд) и затем окончательно удаляет эпителий, тем самым "опуская" полученный рефракционный профиль до стромы, благодаря чему сохраняется рефракционный результат абляции.
Особенности проведения одноэтапной трансФРК делают её менее зависимой от неверного определения толщины эпителиального слоя. Если эпителиальный слой оказывается тоньше прогнозируемого, то рефракционная часть абляции за счет дополнения эпителиальной невостребованной, становится несколько глубже, однако при этом, радиус кривизны, диаметр абляции и рефракционный результат не меняются. Если эпителиальный слой окажется толще предполагаемого, то не происходит недокоррекции — коррекция получается полная, но в незначительно уменьшенном диаметре оптической зоны. Соответственно, избежать подобного можно несколько увеличивая планируемую оптическую зону при небольших степенях близорукости, закладывая в её размеры подобную погрешность.

##### Преимущества одноэтапной трансФРК
1. Только один этап (значительно быстрее, чем двухэтапная);
2. Уменьшается дегидратация роговицы - коэффициент абляции стромы не изменяется - более точные результаты[46]
3. Программа учитывает изменение толщины эпителия роговицы от центра к периферии[1];
4. Удаленный эпителий точно того же диаметра, что и диаметр абляции. Таким образом уменьшается повреждение роговицы;[23]
5. Ускорение заживления.[24]